# Frédéric Fiebig
Pour les articles homonymes, voir Fiebig.
Frédéric Fiebig est un artiste peintre, né en 1885 à Talsen (Lettonie) et mort à Sélestat (France) en 1953, qui a évolué entre post-impressionnisme et expressionnisme. Fiebig sera toute sa vie un grand voyageur, passionné par la ville et la nature où il puisera son inspiration, jusqu'à ce qu'une série de drames familiaux le fixe en Alsace.

## Biographie

### Les débuts en Courlande et en Russie
Frédéric Fiebig naît à Talsen (Talsi) d'une mère lettone et d'un père allemand, Gouvernement de Courlande, actuellement en Lettonie (alors administrée par l'Empire russe depuis le traité de Nystad), située près de Riga. Son père est charron et sa mère couturière. Sa ville natale, petite bourgade proche de la Baltique, est surnommée par ses habitants « la Perle de Kurzeme » ou « la ville aux neuf collines et deux lacs ». La ville accueille une importante communauté juive, et il y rencontre Elisabet Auguste Krause, qui devient son professeur. Il fréquente le lycée Alexander de Riga en 1905. Elisabet, qui est son aînée de vingt ans, apprécie la peinture du jeune homme et le soutient financièrement. Elle l'encourage à poursuivre ses études pour se perfectionner dans son art. Saint-Pétersbourg en Russie est le centre artistique le plus proche, il est aussi fort réputé. Le jeune peintre parcourt les sept cents kilomètres qui le séparent de cette ville et s'y installe. En 1905-1906, il commence sa carrière d'apprenti peintre à l'École Impériale pour la Promotion des Arts de Saint-Pétersbourg sous la direction du Pr Dmitri Nicolajevitch Kardovski, qui sera également un marchand actif de peinture réaliste russe. Le travail de reproduction un peu répétitif qu'on lui confie dans les ateliers où les commandes vont surtout vers la peinture de salon, notamment les portraits, ne l'intéresse guère que quelque temps. Il épouse secrètement Elisabet en 1906. Fiebig cherche un style plus personnel et déjà il est attiré vers une forme d'art moins figurative et beaucoup plus expérimentale. Plusieurs de ses œuvres de cette époque, notamment des représentations réalistes de la grande rue de Talsen sont exposées au musée de la ville. Le style de Fiebig à cette époque est simple, figuratif et précis, mais il se détachera sensiblement du style de ces œuvres de jeunesse après avoir quitté Saint-Pétersbourg.

### Paris, l'épanouissement d'une œuvre

#### Une œuvre parisienne contrariée par la Grande Guerre
Insatisfait de l'enseignement trop classique qu'il reçoit, il prend donc la décision de partir pour Paris, capitale artistique de l'époque. Après un bref retour dans sa ville natale, il parcourt donc avec Elisabet deux mille trois cents kilomètres pour s'y installer. Il fréquente l'Académie Julian de septembre 1907 à mars 1908 où il est l'élève du peintre portraitiste et paysagiste Henri Royer et du portraitiste Marcel-André Baschet. Il y découvre les peintres de Barbizon et Monet. Le succès arrive très tôt. Son style, propre à cette période, est fait de touches larges et sensuelles avec un contour fluide. Son œuvre est parallèle à celle de Georges Rouault à cette période. Comme Albert Marquet, son contemporain, Fiebig puisera aux mêmes sources d'inspiration: Paris et les quais de Seine puis l'Italie. Le parallèle entre les deux hommes est troublant d'ailleurs, ce sont tous deux de grands voyageurs avec nombre de sujets d'inspiration communs, et une personnalité discrète en retrait des mondanités. En 1911-1912, Fiebig éclaircira sa palette au soleil du sud de l'Europe en voyageant à pied de Lugano à Naples. Ses vues des villes italiennes seront saluées par Guillaume Apollinaire. Il y peindra aussi, dans le sillage des Fauves, des paysages lumineux et de nombreux oliviers. Il est fasciné par l'extraordinaire lumière qui module les couleurs et les formes à différents moments de la journée.
En 1912, la galerie Bernheim-Jeune lui propose une exposition personnelle et l'encourage, avec cependant cette pointe d'avertissement : « Vous êtes en avance de dix ans ». Cet artiste renfermé ne manque cependant pas d'humour et de fantaisie comme le montrent ses bois gravés qui paraissent en 1912 dans le no 55 de la revue Les Tendances nouvelles, revue qui est l’organe officiel de l'Union internationale des Beaux-Arts, des Lettres, des Sciences et de l’Industrie, association d’artistes fondée par Alexis Mérodack-Jeanneau au comité d’honneur prestigieux qui comprend, entre autres, D’Annunzio, Degas, Dierx, D'Indy, Huysmans, Geffroy, Monet, Rodin. Fiebig aime les contes et les romans épiques tels que Don Quichotte pour lesquels il réalisera plusieurs illustrations. La notoriété du peintre n'a pas le temps de se consolider qu'arrive la Première Guerre mondiale. Il est ressortissant d'une province sous administration allemande, donc considéré comme citoyen allemand ; sa présence à Paris est compromise par le déclenchement de la Grande Guerre. Il doit rapidement quitter la capitale et se réfugier dans les Landes.

#### Un succès confirmé après l'armistice
A la fin des hostilités, il revient à Paris où il entreprend de poursuivre sa carrière artistique. Son caractère renfermé et difficile ne facilite pas ses rapports avec le milieu de l'art et les galeries pour lesquels les choses du monde et les convenances sont importantes. Il participe pourtant à différents salons. Son style évolue, il utilise plus souvent le couteau que la brosse. La palette est riche et la toile ne se compose plus que de polygones, majoritairement des triangles effilés qui évoquent Cézanne et le cubisme. À nouveau, le succès est au rendez-vous et la critique est très positive sur son œuvre. Bientôt, le jeune artiste expose régulièrement ses œuvres au salon d'automne et aux Indépendants à Paris, puis à Barcelone, Londres et New York. Depuis 1921, il participe à des expositions collectives d'artistes russes à Harbin, Shanghai, Moscou, Vladivostok et en 1913-1914, il participe à la troisième exposition d'art letton à Riga.
Son épouse Elisabet continuera à supporter financièrement la famille dans les moments ou Fiebig peine à gagner sa vie, y compris les deux enfants, Raya (1919-2007) et Eric (1921-1932), que Fiebig a eu de sa liaison avec une étudiante juive d'origine ukrainienne de vingt-deux ans, Debora Logak. Elle accueillera non seulement les enfants de son mari comme les siens mais aussi Debora rejetée par sa propre famille. Debora quittera le peintre après la naissance d'Eric. Fiebieg est hanté par la maladie génétique qui mine la santé de son fils. La famille Fiebig quitte Paris et s'installe à Ladevèze et à Lescar, après que les médecins ont recommandé un séjour prolongé à l'air de la montagne pour le jeune garçon. Deux ans plus tard, la famille revient à Paris, et le peintre trouve son inspiration sur les bords de Seine et dans les rues de la capitale. Il arpente Paris avec son chevalet à la recherche d'inspiration. C'est un artiste qui apprécie les formats réduits autant que les toiles plus importantes mais qui ne tombe jamais dans la démesure. Il peint avec précision dans des tonalités souvent vives et délicates le jardin du Luxembourg, les toits de zinc de Paris, les tas de sable qui bordent la Seine pour lester les péniches et bien d'autres sujets qui font de lui un peintre parisien, bien qu'il se soit toujours senti mal accueilli et incompris à Paris.

### L'Alsace, les épreuves et l'oubli

#### L'arrivée en Alsace et la retraite du Tännchel
Sa peinture s'enrichira progressivement de nouveaux concepts qui le rapprochent de l'expressionnisme et de la concision de l'art abstrait. Il extrait ses sujets de son environnement immédiat et les fixe sur la toile sous des angles d'observation insolites qui leur confèrent une grande originalité. Il a un sens aigu de la simplification géométrique des formes et sa recherche de la surprise dans une approche du sujet n'est jamais convenue. Il reste authentique et partage cette émotion d'un regard insolite sur le paysage urbain qui l'entoure. Le résultat oscille avec maîtrise entre figuratif et abstrait. Il continue à puiser son inspiration à la campagne et reste proche de la nature. Après de brefs séjours dans le sud-ouest, il se fixe finalement en 1929, en Alsace à Sélestat avec son épouse Elisabet, sa fille Raya et son fils Eric. L'air vif des Vosges semble meilleur pour la santé de son fils. Le peintre travaillera sur des thèmes entre la ville et la nature.
En 1932, Eric décède des suites de sa longue maladie à l'âge de 11 ans. Ce premier drame familial brise le peintre et il décide de s'établir définitivement à Sélestat où une rue porte désormais son nom. En 1934, inconsolable il se retire dans le massif du Taennchel où il vit en ermite dans la Grimmelshütte, un pauvre abri forestier. Ce haut lieu des cultes mégalithiques est apaisant et incite à la spiritualité. Proche de la nature, qu'il observe et qu'il peint sur d’innombrables petits formats sur carto pour retrouver la paix, il y « mange des orties et boit de l'eau de pluie ». Il y demeure tout l'hiver qui est particulièrement rude et devient le fantôme de Tännchel, quelques villageois lui montent quand même des provisions. « Entendre battre le cœur de la terre, sentir circuler son sang et rendre ces sensations au moins approximativement, voilà ce que j'appelle vivre » dit-il. En ville, les conversations vont bon train sur ce peintre asocial, les randonneurs ou les bûcherons qu'il croise au hasard de ses sorties sur le massif le considèrent comme un fou. Le 8 décembre 1934, le journal de Sélestat publie un long article sur le fantôme du Taennchel dans lequel il est question d’un homme « très barbu et très chevelu » qui a un rat pour seul compagnon. Tout le monde n'apprécie pas la présence du peintre dans le refuge. En 1935, délogé par les gendarmes il est obligé de redescendre dans la vallée, à Sélestat, « Si son séjour s’était prolongé plus d’un an, il aurait pu prétendre à devenir le locataire du refuge ». Ayant retrouvé un peu de sérénité, il participe à l'exposition des Artistes et Amis des Arts de Colmar de 1936. C'est un succès et il livre près de 100 toiles cette année-là. Il peint près de 600 œuvres en Alsace, essentiellement des petits formats représentant le paysage environnant en toutes saisons. L'annexion de l'Alsace par l'Allemagne et la crise financière liée à la guerre le ruinent.

#### Tragédies familiales et Seconde Guerre Mondiale
Mais plusieurs drames le frappent encore. En 1942, son épouse Elisabet décède et en 1943 sa fille Raya, née de mère juive, est déportée à Gaggenau par les nazis qui occupent l'Alsace. Debora Logak, la mère de ses enfants domiciliée à Montrouge, est prise en juillet 1942 dans la rafle du Vélodrome d'Hiver. Elle est internée à Drancy et périra à Auschwitz. Il devient dépressif, il se mure dans sa solitude et reste seul abandonné de tous. Ayant entendu que le IIIe Reich soutient les artistes, il adresse une demande de pension à Goebbels qui n'a cure des œuvres du peintre. Bien qu'Allemand de naissance, il est peu apprécié de l'administration nazie mais quasiment forcé à exposer sous l'Occupation en échange de vagues promesses de pension qui n'arriveront jamais. La nationalité française lui sera aussi refusée. Marqué par les privations des deux guerres mondiales et les drames personnels, il devient presque aveugle à partir de 1946 et ne peut plus peindre. Il est transféré en 1948, dans la caserne Schweisguth de Sélestat aménagée par l'Aide Sociale pour les indigents, avec sa fille Raya miraculeusement épargnée après une courte arrestation. Fiebig gardera tout sa vie la nostalgie des paysages de Talsi. Il meurt dans le carré des nécessiteux, le 6 février 1953, laissant derrière lui Raya et une œuvre aussi considérable que méconnue. Ses proches indiquent qu'il aurait été inhumé au cimetière protestant, mais la ville de Sélestat, dont une rue porte son nom, n’en conserve aucune trace dans ses registres.
Son atelier est ensuite stocké dans des boites quasiment oubliées. Il sera sorti de l'oubli par sa fille Raya qui persiste à mieux faire connaitre l'œuvre de son père dans le monde de l'art, et une première vente sera organisée en 1975. Joseph Logel, un notable de Sélestat qui connaît la famille depuis longtemps, et qui a consacré au peintre un opuscule, devient légataire universel de l'œuvre. Mais s'il a contribué à faire mieux connaître l'œuvre de Fiebig, Logel a aussi « vidé » les comptes bancaires de Raya, la fille de l'artiste. En 2006, l'ancien élu sélestadien et son fils sont condamnés pour abus de faiblesse à un an de prison avec sursis. Raya Fiebig décède sans descendants en janvier 2007.

### Une œuvre expressionniste européenne
« J’étais pauvre, je portais un nom allemand, j’avais un tempérament nordique : toutes choses qui me rendaient impossible un succès rapide. Mais des critiques élogieuses m’encourageaient. » Frédéric Fiebig
Son œuvre pourtant saluée par Guillaume Apollinaire, Francis Carco, André Salmon, ne suffit pas à le tirer de l'oubli. Il est à peine connu en Alsace. Pourtant le critique Clément Morrolobt (dit "Morro") le considère comme « un impressionniste dans le vrai sens du mot ». L'académicien Maurice Rheims quant à lui le cite comme le seul peintre « français » ayant véritablement fait partie du mouvement Die Brücke, sans qu'il en ait été forcément conscient. Quelques articles dans la presse locale et une thèse lui sont consacrés, mais il semble que son œuvre soit toujours aussi méconnue.
Profondément européen par son histoire personnelle, Fiebig évolue entre post-impressionnisme et expressionnisme. Il laisse une œuvre dominée par une vision transfigurée de la ville et de la nature, dans le contexte d'une vie bouleversée par deux guerres mondiales.

## Œuvres
- Autoportrait, 1912, huile sur carton
- Portrait d'Eric et de Raya, 1925, huile sur carton
- Portrait d'Eric en pèlerine rouge, 1925, huile sur carton, Collection particulière
- Portrait de Madame Fiebig, huile sur carton
- Le Port de Naples, 1911, huile sur carton
- Oliviers à Terracina, 1911, huile sur carton
- Vue de Notre-Dame des quais de Seine, 1925/27, huile sur carton, Collection particulière
- Au jardin du Luxembourg, 1925/27, huile sur carton, Collection particulière
- Toits de Paris, 1925/27, huile sur carton, Collection particulière
- Le Refuge en hiver (Grimmelshütte), 1934/35, huile sur carton
- Le Château de Giersberg, 1934, huile sur carton, Musée Unterlinden, Colmar, France
- Les Foins, 1930/34, huile sur carton
- Coqs, 1925, huile sur carton
- Sous-bois, 1934/35, huile sur carton
- Portrait de Léon Tolstoï, bois gravé en noir, 1910, Musée Tolstoï, Moscou, Russie

## Expositions
- 2018: Neustadt Galerie[31], Strasbourg, France
- 2012: Les Collections du musée d'Art Moderne et Contemporain de Strasbourg (MAMCS)[32], Fukui, Mito, Yokosuka, Matsuyama, Shizuoka, Japon
- 1997: Les Collections du musée d'Art Moderne et Contemporain de Strasbourg (MAMCS)[32], Tokyo, Himeji, Wakayama, Kofu, Japon
- 1990: Galerie Shepherd[33], Exposition d'automne, New-York, Etats-Unis
- 1990: Musée Municipal de Saint-Dié-des-Vosges[34], Rétrospective Frédéric Fiebig (1885 - 1953), Saint-Dié-des-Vosges, France
- 1937: Maison d'art alsacienne[35], Mulhouse, France
- 1936: Exposition des Artistes et Amis des Arts de Colmar[35], Colmar, France
- 1928: Musée des beaux arts[35], Exposition Fiebig, Riga Lettonie
- 1928: Exposition des peintres lettons[35], Riga Lettonie
- 1927: Association Artiste et Artisan[35], Paris, France
- 1926: Galerie Georges Petit[35], Paris, France
- 1926: Galerie du Portique[35], Paris France
- 1920: First russian exhibition of arts and crafts[35], Londres, Royaume Uni
- 1920: Hôtel Crillon[35], L'art de la France, Paris, France
- 1920: Galerie Manzi-Joyant[35], IIe Exposition des peintres d'Armor, Paris, France
- 1920: Feuillets d'art, VIe Exposition du groupe libre, Paris, France
- 1916: Allied Artists[35], New-York, Etats-Unis
- 1916: Association du Quartier Latin[35], Paris, France
- 1914: Galerie Bernheim-Jeune[36], Ve Exposition du groupe libre, Paris, France
- 1913: Salon des Humoristes[35], Paris, France
- 1912: Circulo artistico[35], Barcelone, Espagne
- 1912: Galerie Bernheim-Jeune, Paris, France
- 1911: Alcazar d'été[35], Paris, France
- 1910 à 1928: Salon d'Automne[35], Paris, France
- 1909: Salon du Peuple[35], Paris, France
- 1908 à 1921: Salon des indépendants[35], Paris, France

## Muséographie
- Musée National des Arts, Riga, Lettonie
- Musée Régional de Talsi, Lettonie
- Musée Tolstoï, Moscou, Russie
- Académie Julian, Paris, France
- Musée Unterlinden, Colmar, France
- Musée des beaux-arts de Mulhouse, France
- Musée des beaux-arts de Strasbourg, France
- Bibliothèque Humaniste, Sélestat, France